# Жуселіну Кубічек
Жуселі́ну Кубі́чек ді Оліве́йра (порт. Juscelino Kubitschek de Oliveira; 12 вересня 1902, Діамантина, Мінас-Жерайс — 22 серпня 1976, Резенді, Ріо-де-Жанейро) — бразильський політик, президент Бразилії у 1956–1961 роках, лікар за освітою. На його правління припало відносне економічне процвітання і політична стабільність у країні. Був відомим завдяки розбудові нової столиці країни — Бразиліа.
Урядом Жуселіну Кубічека в 1957 році був заснований Музей скасування рабства.

## Біографія
Народився 12 вересня 1902 року в місті Діамантина (штат Мінас-Жерайс), в родині середнього достатку. Його батько — Жуан Сезар ді Олівейра, був комівояжером. Його мати — Жулія Кубічек, була вчителькою. Вона походила від чеських емігрантів та циган. Від неї Жуселіну отримав свое прізвище. Бразильські історики зазначають, що Жуселіну Кубічек був єдиним у світі президентом, що мав циганські корені.
У Парижі отримав медичну освіту. Після повернення зі столиці Франції був призваний на фронт і брав участь у громадянській війні 1932 року як військовий лікар.

## Політична кар'єра
Політична кар'єра Кубічека почалася в 1934 році. Його обирають депутатом законодавчих Зборів штату Мінас-Жерай. Він також став мером міста Белу-Оризонті. Займаючи цю посаду, він привніс позитивні зміни в життя міста, заслуживши визнання городян. Завдяки своїй успішній діяльності на посаді мера Кубічек отримав пост губернатора штату Мінас Жерайс (1951—1955), а потім був обраний президентом (1955—1961).

## Президенство
У жовтні 1955 року в Бразилії відбулися президентські вибори. Перемогу отримав представник СДП Жуселіно Кубічек. У своїй передвиборчій програмі він пообіцяв захищати конституційні й демократичні свободи та національні права. 31 січня 1956 року Жуселіну Кубічек склав присягу президента Бразилії.

## Внутрішня політика
Уряд Жуселіну Кубічека здійснив низку заходів, спрямованих на прискорення економічного розвитку країни. Частка державних інвестицій у розвиток засобів виробництва склала 1960 року 45 %. Введена державна монополія на видобуток нафти. Уряд сприяв розширенню державного сектора у промисловості. Одночасно заохочував державні інвестиції. Усього протягом 1956—1961 років сума зарубіжних капіталів та кредитів склала 2 мільярди доларів. Іноземний капітал залучався в країну не тільки у вигляді позик: на території Бразилії були побудовані американські, німецькі та французькі автомобільні заводи. Кубічек і його оточення були переконані в необхідності іноземного капіталу як каталізатора розвитку економіки.
Уряд домігся зростання валового внутрішнього продукту на 8 % щорічно. Майже на 11 % зросло промислове виробництво. Стали бурхливими темпами розвиватися машинобудування, автомобілебудування й інша наукоємна промисловість. Пожвавився економічний розвиток у депресивних районах північного сходу. Тут почали будувати іригаційні споруди, електростанції, промислові підприємства, шосе. Бразилія, таким чином, перетворилася в індустріально-аграрну країну.
Будівництво нової столиці потребувало великих коштів. Незважаючи на економічне піднесення в країні розпочалася інфляція та дефіцит платіжного балансу. У 1957 році вартість життя зменшилася на 10 %. Це спричинило страйковий рух. Найбільшим був 9-денний страйк 400 тисяч робітників у штаті Сан-Паулу. Результатом страйку було підвищення зарплати. Для покращення ситуації уряд тричі підвищував мінімальний рівень зарплати, покращив пенсійне забезпечення робітників та службовців. Проте, незважаючи на будівельний бум, масову міграцію населення в міста, безробіття в країні не зменшилося та залишалася інфляція.
З другої половини 1950-х років в країні розпочався рух орендарів, які вимагали скасування кабальних форм оренди, зниження орендної плати, поширення трудового законодавства на аграрний сектор. Учасники руху засновували свої організації — «селянські ліги».
Паралельно в країні розпочався рух за обмеження привілеїв для іноземного капіталу, на захист суверенітету країни та національної економіки, за повне розв'язання аграрного питання. Участь у цьому русі брали національні підприємці, парламентарі, частина офіцерства, профспілкові та студентські організації.

## Будівництво нової столиці

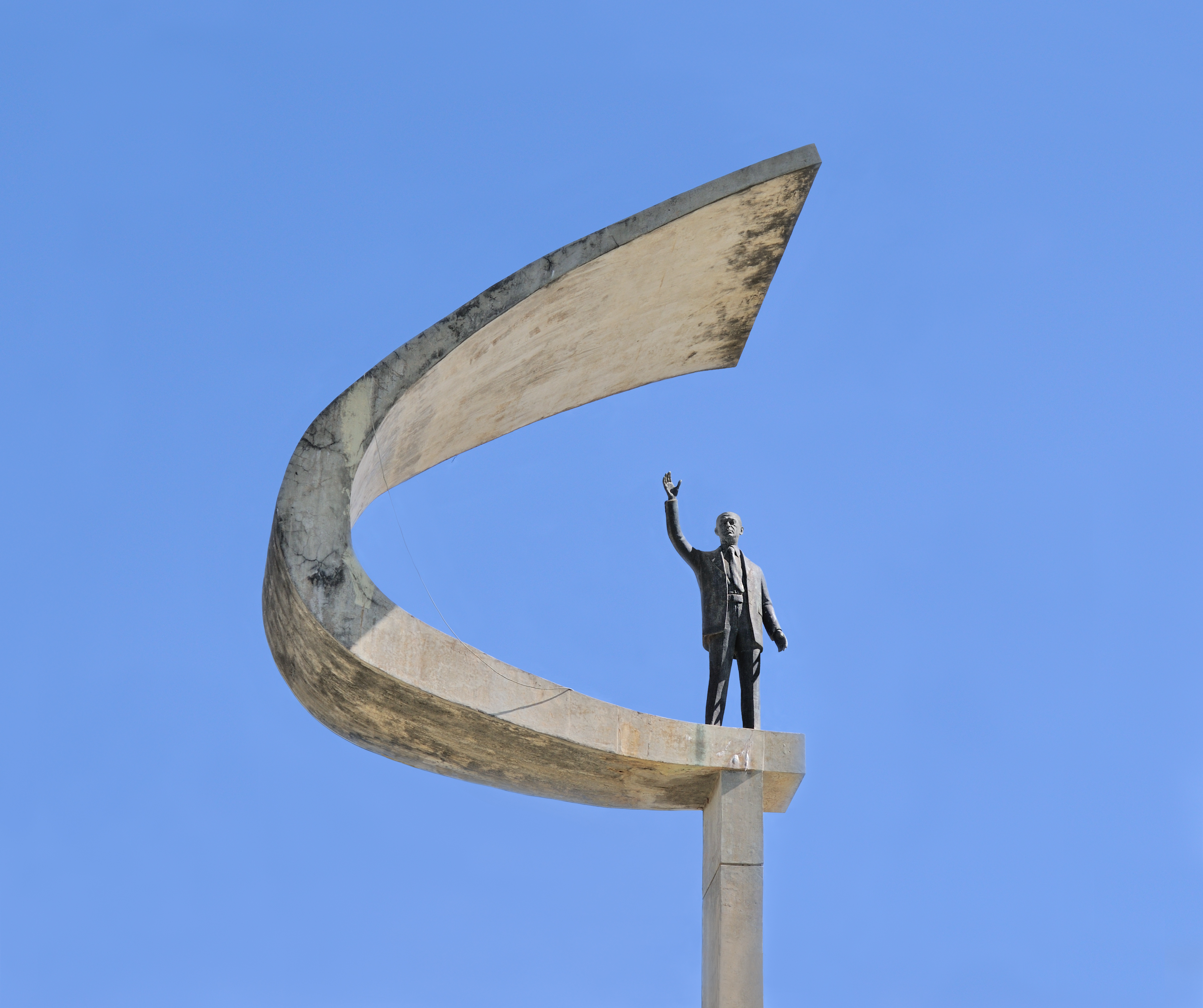
Статуя Жуселіну Кубічека поблизу меморіалу у місті Бразиліа, присвячного засновнику нової столиці Бразилії. Статуя створена бразильським скульптором Гоноріо Песанья, має висоту 4,5 м і важить 1 500 кг.

Жуселіну Кубічек увійшов в історію як президент — ініціатор зведення сучасної столиці Бразилії. Для освоєння внутрішніх територій, в глибині Бразилії, на відстані 1 тисячі кілометрів від узбережжя і на висоті понад 1 тисячу метрів над рівнем моря 1957 року розпочалося будівництво нової столиці республіки, яку назвали на честь країни — Бразиліа. Це місто повинно було стати зразком і символом для перетворень по всій країні. Нове місто було збудовано за проектом відомого бразильського архітектора Лусіу Кости. Він запропонував план міської забудови у вигляді квітки лотоса. Оскар Німеєр — видатний бразильський архітектор, став головним творцем міських будівель. Нова столиця була збудована за три роки. 21 квітня 1960 року відбулося її урочисте відкриття. Ріо-де-Жанейро втратив статус столиці, який йому належав з 1763 року. Місто Бразиліа за свою унікальність було внесено до Списку Всесвітньої спадщини ЮНЕСКО.

## Зовнішня політика
Уряд Жуселіну Кубічека підтримував стосунки з США. Наприкінці 1959 року між Бразилією і СРСР був підписаний торговельний договір. Але дипломатичні відносили з СРСР відновлені не були.

## Смерть
У 1961 році Кубічек пішов з посту президента. Решту життя колишній президент прожив досить усамітнено, не прагнучи до публічності. Президент закінчив своє життя, потрапивши в аварію неподалік від Резенді (штат Ріо-де-Жанейро). Довгий час ця аварію вважали нещасним випадком. Але подальші розслідування виявили, що Жуселіну Кубічек був жертвою змови, організованою військовою диктатурою. Як повідомляє BBC News, до такого висновку прийшла спеціальна слідча комісія, до складу якої входять члени міської ради Сан-Паулу. При розслідуванні загибелі Кубічека комісія виявила помилкові записи в офіційних документах, а також процесуальні помилки й протиріччя в офіційних даних. Версію політичного вбивства підтверджують і покази свідків, у тому числі водія автобуса, з яким 22 серпня 1976 зіткнувся автомобіль колишнього глави держави.

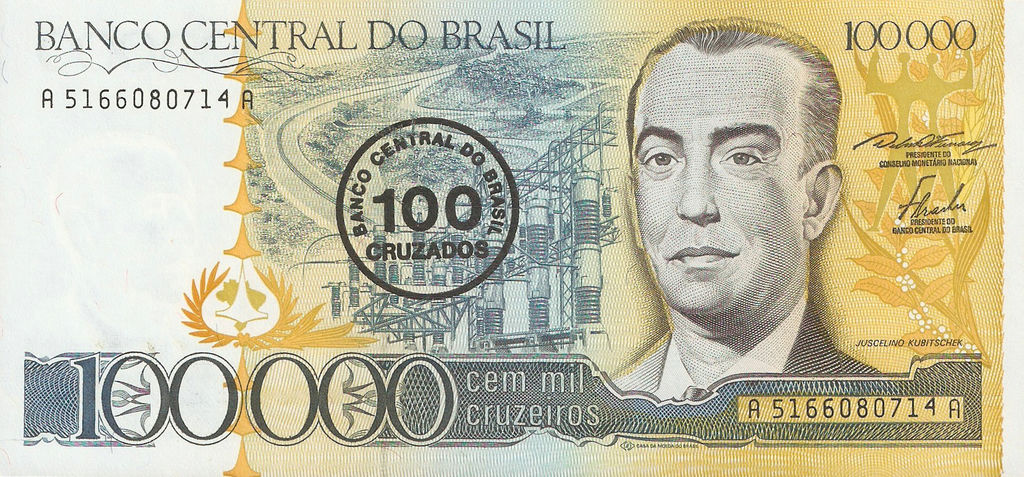
Жуселіну Кубічек на банкноті 100 бразильських крузадо.

## Вшанування пам'яті
- На його честь названий муніципалітет в штаті Мінас-Жерайс — Президент-Кубічек;
- Міжнародний аеропорт Бразилії носить ім'я Жуселіну Кубічека;
- У 2001 році бразильський журнал «Isto É» назвав Жуселіну Кубичека найвидатнішим бразильцем XX століття.
- Зображений на банкноті 100 бразильських крузадо.